# 闪耀十字军
《闪耀十字军》是Lilian在2008年9月26日发售的恋爱冒险類型成人遊戲。2010年9月30日發售PSP版《閃耀十字軍GoGo!》（ティンクル☆くるせいだーす GoGo!）。2012年2月10日發售續作《閃耀十字軍-Passion Star Stream-》。

## 故事
是流星学园的二年级学生。从小过着贫穷生活的他，因为听说当上学生会长会有金钱方面的奖励于是竞选並当上了学生会长。没想到学生会除了日常的工作，还有消灭魔族的任务。之后他从大賢者パッキー那里得知自己是下一任的魔王，也就是魔族的boss。シン能否隐藏住自己魔王的身份並創造キラキラ(閃亮亮)的校園生活呢？

## 角色
聲優是廣播劇和PSP版，PC版未公開。

### 主要角色
（聲：齋賀光希）
生日：11月17日　血型：A
本作男主角，流星學園2-A的學生，流星學生會的會長。家境清寒。以有所盤算(搞笑風)的想法成長著。雖然有點腹黑，但他的欲求大部分都會轉化成善行。結果而言，是為了生計才當優等生。並不是真的喜歡用功讀書。其實他和常人一樣是想玩和想享受青春的少年。體格偏顯瘦小，對女生沒什麼免疫力，是被驕縱的類型。H的時候是受有「只要不是正式上場大概就沒問題」這種偏差的貞操觀念。繼承魔王的血的現代魔王，雖然還尚未覺醒，擁有著強大的力量。
（聲：水霧けいと）
生日：7月7日　血型：O　身高：160.5cm　體重：48kg　三圍：B86/W55/H87
流星學園2-A的學生，流星學生會的會計，甜點同好會的會長，主角的青梅竹马。因为帮助家里荞麦面馆的生意，对算钱很在行，所以担任学生会的会计。
（聲：七穗元美）
生日：12月25日　血型：B　身高：153cm　體重：42kg　三圍：B83/W53/H84
流星學園1-D的學生，流星學生會的書記，飛盤部的部員。來自天界的天使，虽然她有意隐瞒这一点，但是周围的人都已经知道了。
（聲：阪田佳代）
生日：2月3日　血型：A　身高：160cm　體重：47kg　三圍：B88/W58/H86
流星學園2-B的學生，流星學生會的副會長，聖歌隊的隊員。发型是金发双马尾，性格是傲娇。
（聲：坂田有希）
生日：4月1日　血型：O　身高：163cm　體重：51kg　三圍：B93/W61/H88
流星學園3-A的學生，流星學生會的前會長和顧問，和菓子俱樂部的部員。
（聲：阿部留美）
生日：9月12日　血型：A　身高：161cm　體重：45kg　三圍：B78/W52/H80
流星學園2-A的學生，沉默的转校生。
（聲：古山貴實子）
生日：6月6日　身高：164cm　體重：53kg　三圍：B89/W61/H89
流星學園圖書館的第13代管理員。PC版為非攻略角色，PSP版升格成女主角。
（聲：阿澄佳奈）
生日：3月20日　身高：149cm　體重：40kg　三圍：B72.5/W53/H79
來自魔界的魔族少女。PSP版新增女主角。

### 其他角色
（聲：後藤麻衣）
爸爸送的禮物。外表是熊貓布偶的使魔。從很久以前就作為「賢者」為了奉仕魔王而活。常跟シン一起行動，是故事中的導航者。
把魔王シン的行動都往壞的方向去解釋，然後用「真不愧是魔王大人」誠心誠意的褒獎。理所當然很腹黑，最喜歡胸部大的女生。
其真實身分是初代魔王活躍時代的見證人，當時也具有被稱呼為「賢者」程度的力量。但是現在當時的風采一點...也不剩。
（聲：伊藤靜）
生日：4月3日　血型：O　身高：166cm　體重：52kg　三圍：B91/W62/H90
流星學園的理事长，リア的姐姐。
（聲：下田麻美）
生日：8月5日　血型：B　身高：151cm　體重：40～41kg　三圍：B80/W52/H83
流星學園2-A的學生，甜點同好會的副會長，ナナカ的好友，通稱「さっちん」。個性開朗，特徵是拉長尾音的語調。
御陵彩錦（聲：吉住梢）
生日：1月15日　血型：A　身高：161cm　體重：50kg　三圍：B89/W59/H87
流星學園3-A的學生，和菓子俱樂部的部長，リア的親友。
飛鳥井紫央（聲：長谷川明子）
生日：10月1日　血型：B　身高：152.4cm　體重：43kg　三圍：B80/W51/H84
流星學園1-A的學生，薙刀部的部員。家裡是神社的巫女，聖沙的表妹。措辭與行動如同武士家出身一般。
姉小路冬華（聲：海原エレナ）
生日：10月24日　血型：A　身高：157.5cm　體重：49kg　三圍：B85/W59/H82
蛋糕店ショコラ・ル・オール的店長。
（聲：今井麻美）
生日：11月29日　身高：152cm　體重：41kg　三圍：B79/W50/H79
在街上徘徊的神秘女孩。
（聲：豬口有佳）
生日：2月29日（自稱）　身高：148cm　體重：39kg　三圍：B78.5/W53/H80
出現在流星町的惡魔。通稱「サリーちゃん」。「美味しい物食べ隊」特攻隊長。喜歡好吃的食物，特別是甜食。個性非常小孩子氣。只要和食物扯上關係，不論敵我都會馬上見風轉舵。
（聲：淺川悠）
生日：5月5日　血型：O　身高：170cm 　體重：57kg　三圍：B87/W59/H84
服侍ローゼンクロイツ家的女執事。總是穿著黑色燕尾服。文武雙全，煮飯洗衣等家事樣樣精通，感覺沒有做不到的事的超級女強人。
必定會Stylish(笑)且帥氣的登場，完事後退場。正義感強烈且富有忠誠心，忠實地完成執事的職務（任務）。
以前當過傭兵，身上常備兩把手槍。『貝雷塔M92F Centurion和Springfield Goverment V12』
平常像影子般在暗處護衛ロロット，認真的時候會拔出雙槍毅然戰鬥。

### Passion Star Stream新角色
（聲：南條愛乃）
生日：1月9日　身高：157cm　三圍：B89/W58/H86
從聖オーフェリア教會來到流星學園的實習修女。真實身分是神的半身，由神的使命感構成的形體。
（聲：壱智村小真）
生日：1月9日　身高：156cm　三圍：B83/W55/H85
用初代魔王名字ハーヴィス稱呼シン的神秘少女。真實身分是神的另一個半身，由神的戀愛心構成的形體。
（聲：大橋步夕）
生日：3月3日　身高：155cm　三圍：B84/W55/H84
自稱是エンジェルーク星第一公主的神秘少女。

創造三世界的神。分裂成ルルシェ和イレア，故事最後為了シン而回復原樣。

ルルシェ的會說話棺材。真實身分是天使長エグザエル，在人界活動需要附身在物體上但因為ルルシェ的興趣而附身在棺材。

## 工作人員
- 原畫：かんなぎれい
- 魔族原畫、4格漫畫：娘太丸
- 劇本：しげた、丸谷秀人
- 繪圖：チャーリー上島、トトメス、ともみみしもん、しゅべっち、朝雛依、東雲一彦
- 程式：いこらいざ
- 營業：堺井哲男
- BGM：アメディオ
- OP動畫：渡辺明夫
- 製作人：港香
- 製作總指揮：大野哲也

## 主題曲
ティンクル☆くるせいだーす
- 片頭曲1「ユメミボシ★boom!boom!」

作詞：KOTOKO　作曲：中沢伴行　編曲：中沢伴行、尾崎武士　歌手：KOTOKO
- 片頭曲2「Growth of mind」

作詞：宮内理恵　作曲/編曲：菊田大介　歌手：榊原ゆい、NANA
- 插入曲「ミラ☆クル クリスマス」

作詞：Meg　作曲/編曲：菊田大介　歌手：聖沙(阪田佳代)、アゼル(阿部留美)、ナナカ(水霧けいと)、リア(坂田有希)、ロロット(七穂元美)
- 片尾曲「eternal twinkle」

作詞：八木沼悟志、山下慎一狼　作曲：山田重利　編曲：八木沼悟志、山田重利　歌手：nao
ティンクル☆くるせいだーす GoGo!
- 片頭曲3「STAR☆CARNIVAL」

作詞：yuki-ka　作曲/編曲：八木沼悟志　歌手：長谷川明子、今井麻美
ティンクル☆くるせいだーす -Passion Star Stream-
- 片頭曲1「みらくる☆みるきーうぇい」

作詞：KOTOKO　作曲/編曲：C.G mix　歌手：KOTOKO
- 片頭曲2「Last Fortune」

作詞：Satoshi Yaginuma、yuki-ka　作曲：Satoshi Yaginuma　編曲：Satoshi Yaginuma、Kai Kawasaki　歌手：fripSide
- 片尾曲「ホシノユウキ」

作詞/作曲/編曲：ESTi　歌手：SANCH

## 網路廣播
網路廣播於2007年9月10日到2008年11月3日的隔周星期一在音泉發布32回，由伊藤静（九浄ヘレナ）和古山貴實子（メリロット）擔任主持人。於2010年9月4日到2010年11月6日的每周星期五在遊戲官方網站發布10回，由齋賀光希（咲良シン）和後藤麻衣（パッキー）擔任主持人。

## 相關商品

### 漫畫
ティンクル☆くるせいだーす
作畫：有馬侭　連載雜誌：月刊Comic電擊大王2008年4月號～6月號、8月號
ティンクル☆くるせいだーす
作畫：河上康　連載雜誌：メガストア2008年7月號
ティンクル☆くるせいだーすGoGo!
作畫：ヒジキ　連載雜誌：月刊Comic電擊大王2009年7月月號～2010年10月號
| 集數 | 發售日         | ISBN                   |
| ---- | -------------- | ---------------------- |
| 1    | 2010年2月26日  | ISBN 978-4-04-868428-6 |
| 2    | 2010年10月27日 | ISBN 978-4-04-868989-2 |

### 小說
ティンクル☆くるせいだーす
作者：佐々宮ちるだ　插畫：有馬侭　出版社：彩文館出版（TWINTAIL NOVELS）
發售日：2009年2月25日　ISBN 978-4-7756-0368-0

### 書籍
TECH GIAN スーパープレリュード『ティンクル☆くるせいだーす』
出版社：enterbrain　發售日：2008年5月21日　ISBN 978-4-7577-4270-3
ティンクル☆くるせいだーす パーフェクトビジュアルブック
出版社：ASCII MEDIA WORKS　發售日：2009年7月30日　ISBN 978-4048679671
ティンクル☆くるせいだーす -Passion Star Stream- ビジュアルファンブック
出版社：MAX（マックス）　發售日：2012年4月26日　ISBN 978-4863791503

### CD
CD都是由Lillian發售。
ティンクル☆くるせいだーす きらきらサウンドステージ #01 ヘレナ&メリロット
發售日：2008年2月22日　先行發售日：2007年12月29日（Comic Market 73）
ティンクル☆くるせいだーす きらきらサウンドステージ #02 リア&ロロット
發售日：2008年2月22日　先行發售日：2007年12月29日（Comic Market 73）
ティンクル☆くるせいだーす きらきらサウンドステージ #03 聖沙&アゼル
發售日：2008年4月25日
ティンクル☆くるせいだーす きらきらサウンドステージ #04 ナナカ&さっちん
發售日：2008年4月25日
ティンクル☆くるせいだーす きらきらサウンドステージ #05 紫央&エミリナ
發售日：2008年9月26日　先行發售日：2008年8月15日（Comic Market 74）
ティンクル☆くるせいだーす ORIGINAL SOUND TRACK
發售日：2008年9月26日　先行發售日：2008年8月15日（Comic Market 74）
RADiOティンクル☆くるせいだーす vol.1
發售日：2008年2月22日　先行發售日：2007年12月28日（Comic Market 73）
RADiOティンクル☆くるせいだーす vol.2
發售日：2008年9月26日　先行發售日：2008年8月15日（Comic Market 74）
RADiOティンクル☆くるせいだーす vol.3
發售日：2009年2月27日　先行發售日：2008年12月28日（Comic Market 75）
ティンクル☆くるせいだーす ボーカルコレクション
發售日：2010年6月24日
ティンクル☆くるせいだーす ドラマCD「ドキドキ!? サバイバル☆バケーション!!」
發售日：2011年9月22日
ティンクル☆くるせいだーす きらきら☆サウンドステージ ＃PSS イレア＆ルルシェ
發售日：2012年2月24日

## 評價
本作獲得「2009年萌系遊戲大賞」的大賞銅賞、BGM賞金賞、繪圖賞金賞。PSP版在ファミ通 1138號的クロスレビュー評分中滿分40分獲得30分。